# Diritti LGBT in Liberia
I diritti LGBT in Liberia non esistono. Sia l'attività sessuale dello stesso sesso maschile che quella femminile sono illegali all'interno del paese.

## Legge sull'attività sessuale tra persone dello stesso sesso
Il sottocapitolo D (relativo ai reati sessuali) del capitolo 14 della legge penale della Liberia criminalizza la sodomia volontaria, come segue:
Sezione 14.79. Definizioni relative alle sezioni sui crimini sessuali contro la persona. In questo sottocapitolo:
(a) "rapporti sessuali" si verificano al momento della penetrazione, per quanto lieve; l'eiaculazione non è richiesta;
(b) "deviare i rapporti sessuali" significa il contatto sessuale tra esseri umani che non sono marito e moglie o che vivono insieme come uomo e moglie anche se non legalmente sposati, costituiti da contatto tra il pene e l'ano, la bocca e il pene, o il bocca e vulva;
(c) "contatto sessuale": qualsiasi contatto delle parti sessuali o di altre parti intime di una persona allo scopo di suscitare o gratificare il desiderio sessuale
Il capitolo 50 del codice penale della Liberia specifica le sanzioni per la violazione delle leggi precedenti:
Sezione 50.7. Reclusione per reato. Una persona che è stata condannata per un reato minore può essere condannata al carcere per i seguenti termini:
(a) Per un delitto di primo grado, a un termine definito di reclusione da fissare dal giudice a non più di un anno ....
Sezione 50.9. Ammende autorizzate; restituzione. 1. Per quanto riguarda le persone. Salvo quanto espressamente previsto e fatta salva la limitazione di cui al paragrafo 3, una persona che è stata condannata per un reato può essere condannata a pagare una multa che non ecceda:
(c) Per un illecito di primo grado, [LBR] $ 1,000 [US $ 8.87], o raddoppiare il guadagno realizzato dal convenuto;
Sezione 50.10. Imposizione di multe. 
1. Capacità di pagare. Nel determinare l'importo e il metodo di pagamento di un'ammenda, il giudice, nella misura del possibile, proporziona l'ammenda all'onere che il pagamento impone in considerazione delle risorse finanziarie dell'imputato. ...
2. Da solo. Quando una qualsiasi altra disposizione è autorizzata dalla legge, il tribunale non può condannare una persona a pagare una multa solo a meno che, tenuto conto della natura e delle circostanze del reato e della storia e del carattere del convenuto, sia del parere che la multa da sola sarà sufficiente per la protezione del pubblico.
3. Fine oltre alla pena detentiva. Il tribunale non può condannare un imputato a pagare una sanzione pecuniaria oltre a una pena detentiva o di prova a meno che:
(a) Il convenuto ha tratto un guadagno pecuniario dal reato; o
(b) La corte è del parere che un'ammenda è specialmente adatta alla deterrenza del reato in questione.»

## Condizioni sociali
Il rapporto sui diritti umani del Dipartimento di Stato degli Stati Uniti del 2012 ha riscontrato che:
Nel 2012 è stato istituito il Movimento per la difesa di gay e lesbiche in Liberia, con Archie Ponpon a capo. Il governo liberiano, tuttavia, ha respinto la richiesta di registrazione del movimento. Dopo aver parlato a favore dei diritti LGBT sulla radio pubblica a Monrovia all'inizio di marzo 2012, una folla violenta lo ha affrontato mentre lasciava la stazione radio. La polizia è intervenuta per proteggere Ponpon dal pericolo.

## Legislazione del 2012
In risposta allo sforzo di presentare una petizione al parlamento liberiano per proteggere i diritti dei residenti LGBT, il relatore della casa dei rappresentanti, Alex Tyler, ha dichiarato ai giornalisti nel gennaio 2012 che i suoi colleghi hanno denunciato lo sforzo. "Sono un metodista e tradizionalista, non appoggerò mai un disegno di legge gay perché è dannoso per la sopravvivenza del paese". Ha anche avvertito che qualsiasi proposta di legge sui diritti LGBT introdotta nella casa "verrà gettata nel fiume Du o Montserrado".
Nel febbraio 2012, la senatrice Jewel Howard Taylor, ex moglie dell'ex presidente Charles Taylor, ha introdotto una legislazione che renderebbe i rapporti sessuali tra persone dello stesso sesso un crimine di primo grado con una pena massima di morte. Una proposta analoga è stata introdotta nella casa dei rappresentanti di Clarence K. Massaquoi all'inizio di febbraio 2012, tranne che il reato sarebbe un reato di secondo grado.
In una lettera inviata al quotidiano The Guardian, stampata il 23 marzo 2012, il segretario stampa presidenziale liberiano, Jerolinmek Matthew Piah, ha dichiarato:
Il 20 luglio 2012, il senato liberiano ha votato all'unanimità l'adozione di una legge che proibisce e criminalizza i matrimoni omosessuali.

## Tabella riassuntiva
| Attività e relazioni sessuali legali                         | (punibile fino a 1 anno di carcere) |
| Parità dell'età di consenso                                  | No                                  |
| Leggi anti-discriminazione sul lavoro                        | No                                  |
| Leggi anti-discriminazione nella fornitura di beni e servizi | No                                  |
| Leggi anti-discriminazione in tutti gli altri settori        | No                                  |
| Matrimonio egualitario                                       | (Proibito dal 2012)                 |
| Unione civile                                                | No                                  |
| Adozione                                                     | No                                  |
| Autorizzazione a prestare servizio nelle forze armate        | Yes                                 |
| Diritto di cambiare legalmente sesso                         | No                                  |
| Accesso alla fecondazione assistita per le coppie lesbiche   | No                                  |
| Surrogazione di maternità                                    | No                                  |
| Permessa la donazione di sangue per le persone omosessuali   | No                                  |